# مظهر علي خان
مظهر علي خان (1917 – 1993) مفكر اشتراكي باكستاني وصحفي مخضرم. كان رئيس تحرير صحيفة باكستان تايمز في الخمسينات، عندما اعتبرت صحيفة «تقدمية».
خدم لفترة وجيزة كضابط في الجيش الهندي البريطاني. وقد طُلب منه الانضمام إلى فريق التحرير صحيفة باكستان تايمز في لاهور من قبل المالك ميان افتخار الدين بعد استقلال باكستان عام 1947. وفي عام 1951 ألقي القبض على رئيس تحرير الصحيفة آنذاك فيض أحمد فيض بسبب الاشتباه في تورطه في قضية مؤامرة روالبندي، وخلفه في رئاسة تحرير الجريدة مظهر علي خان. كان ميان افتخار الدين قد أطلق في وقت سابق صحيفة باكستان تايمز لحشد وكسب تأييد البنجاب لحركة باكستان وقضيتها. وظل رئيس تحريرها حتى 19 أبريل 1959، عندما صادر أيوب خان الصحيفة ومنشوراتها.